# Острів (ландшафтний заказник)
О́стрів — ландшафтний заказник місцевого значення в Україні. Розташований у межах Кременчуцького району Полтавської області, на схід від села Веселий Поділ.
Площа 60 га. Статус присвоєно згідно з рішенням облради від 04.09.1995 року. Перебуває у віданні: Веселоподільська сільська рада.
Статус присвоєно для збереження рівнинної та місцями заболоченої ділянки на правобережній заплаві річок Крива Руда і Хорол. Зростає типова степова рослинність.

## Галерея

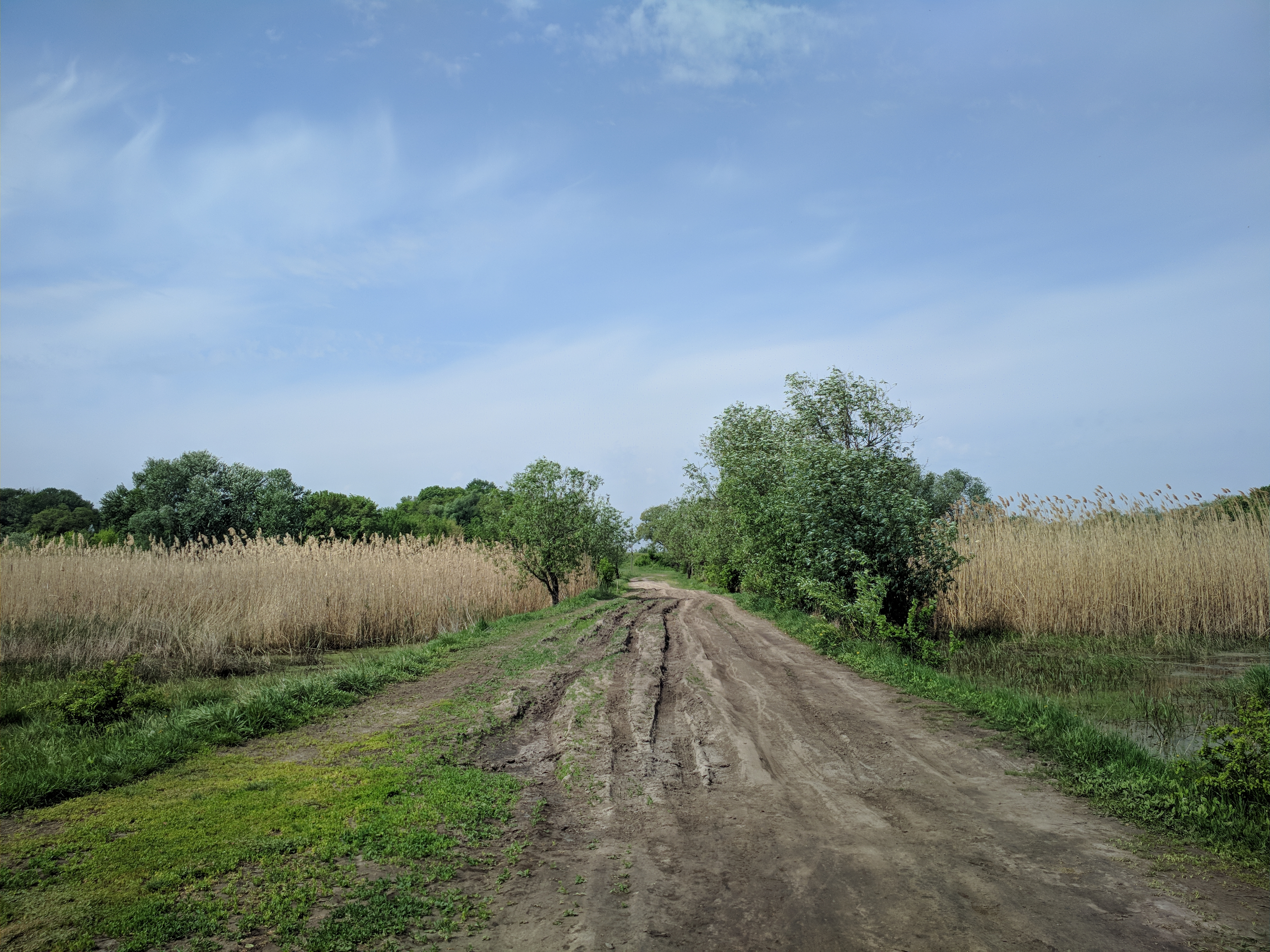
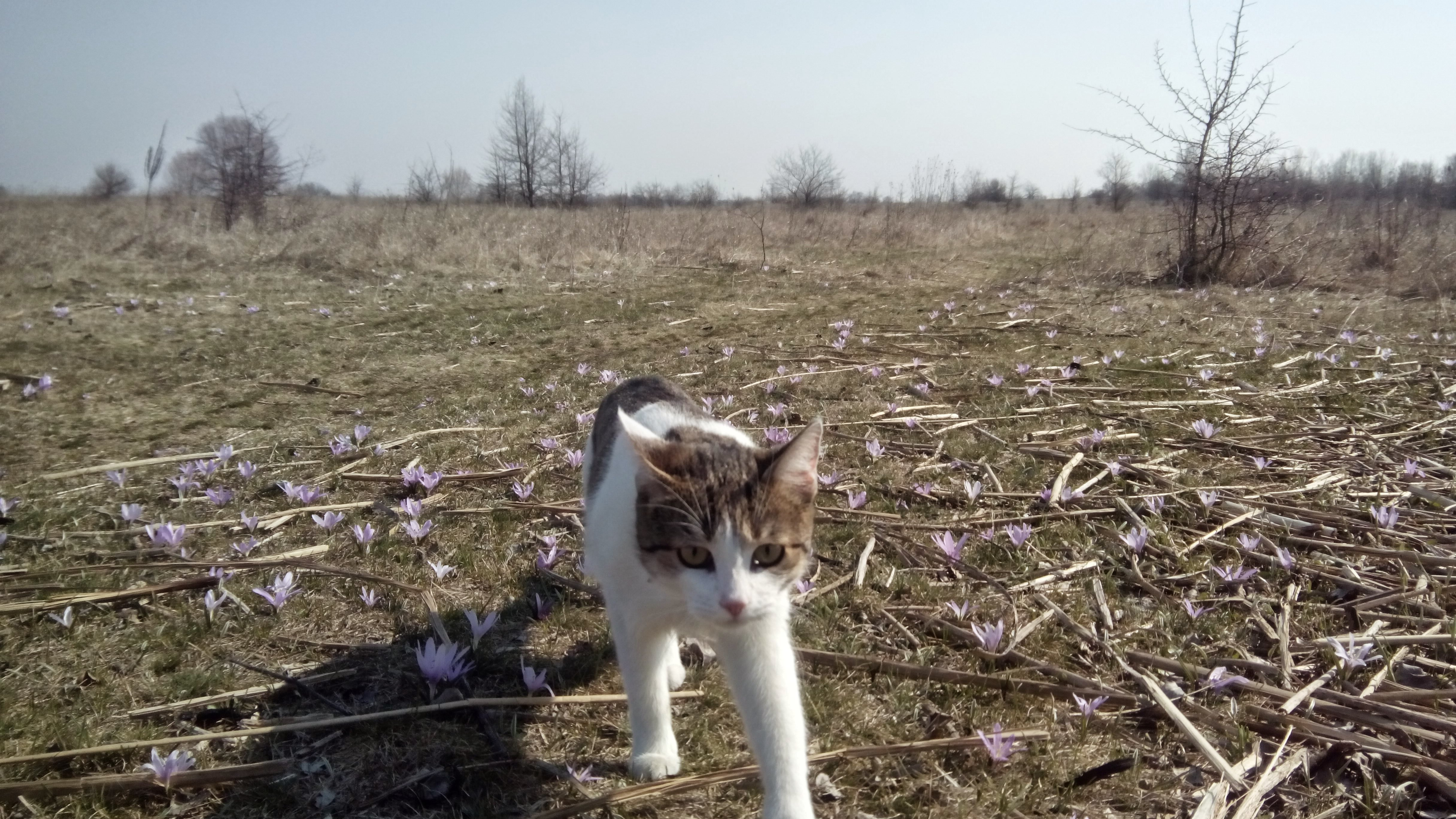
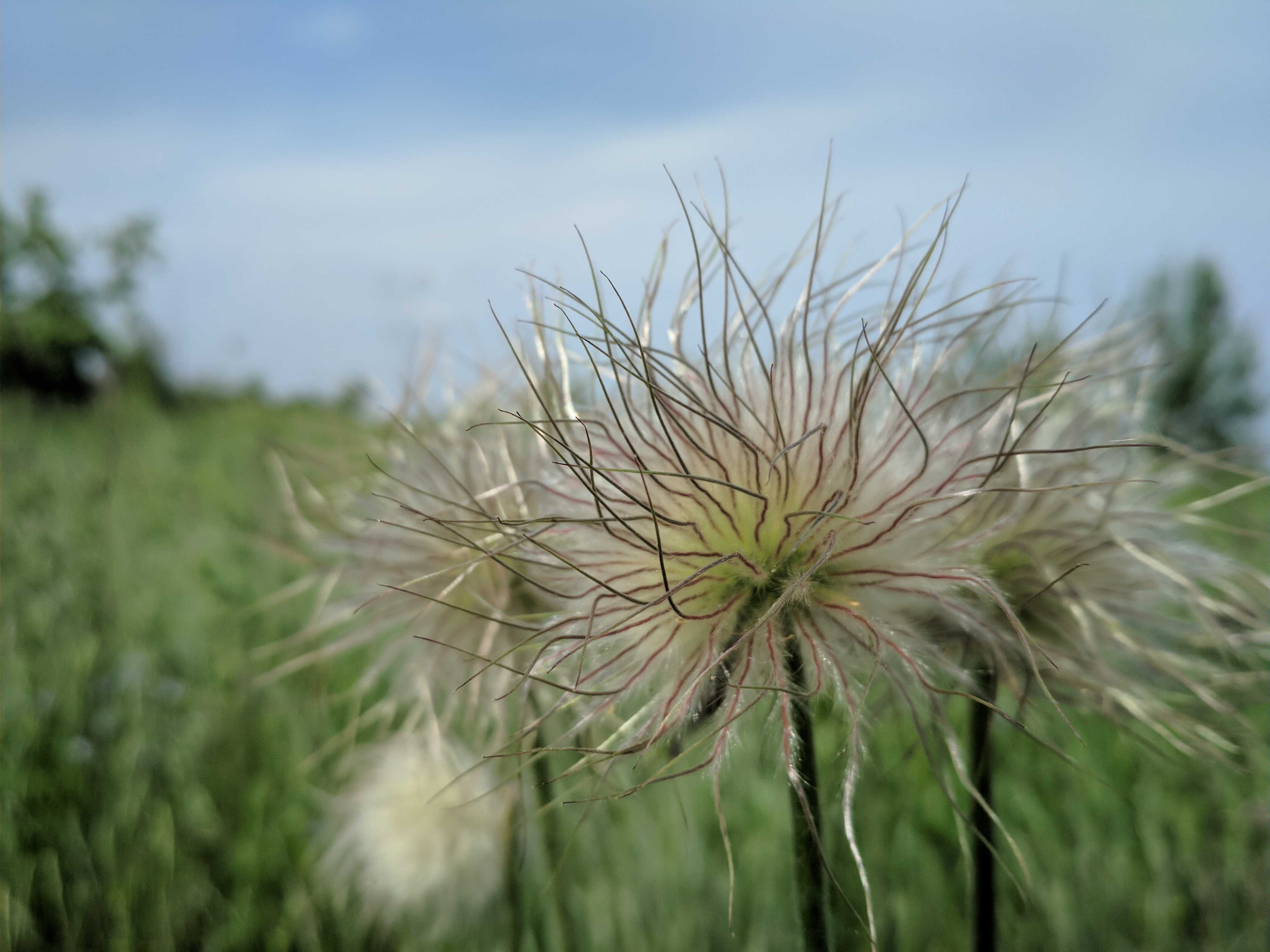